# 666 Desdemona
666 Desdemona је астероид главног астероидног појаса са пречником од приближно 27,04 .
Афел астероида је на удаљености од 3,207 астрономских јединица (АЈ) од Сунца, а перихел на 1,980 АЈ.
Ексцентрицитет орбите износи 0,236, инклинација (нагиб) орбите у односу на раван еклиптике 7,579 степени, а орбитални период износи 1526,148 дана (4,178 године).
Апсолутна магнитуда астероида је 10,90 а геометријски албедо 0,105.
Астероид је откривен 23. јула 1908. године.